# Die Wahrheit über Rosemarie
Die Wahrheit über Rosemarie ist ein deutsches Spielfilmmelodram aus dem Jahre 1959, das die Geschichte um Das Mädchen Rosemarie aus dem Vorjahr variiert. Unter der Regie von Rudolf Jugert spielt die Britin Belinda Lee die Titelrolle. Anders als im Thiele-Film wird hier nicht das Augenmerk auf den Kriminalfall gelegt, sondern vielmehr auf die sozialen Hintergründe, die zum Abstieg und gewaltsamen Tod der Edelhure führten.

## Handlung
Bundesrepublik Deutschland 1957. Die Frankfurter Prostituierte Rosemarie Nitribitt ist ermordet worden. Fieberhaft ermittelt die Kriminalpolizei. Der Hauptverdächtige Salzmann muss aus Mangel an Beweisen entlassen werden, seitdem tritt der ermittelnde Kommissar, der über keine neue Spur verfügt, auf der Stelle. Als der Jugend- und Kriminalpsychologe Andreas Guttberg ihn besucht erklärt er dem erstaunten Polizeibeamten, dass er davon ausgehe, dass es wohl zwei Täter geben müsse. Doch Guttberg hat seine Bemerkung anders gemeint: er findet, dass neben dem eigentlichen Mörder auch das Opfer eine Mitschuld an ihrem Tod trage. Bereits ihre erste Entscheidung nach der Entlassung aus der Erziehungsanstalt, wo Rosemarie aufgewachsen war, sollte sich als Fehler erweisen: Damals nämlich nahm sie nicht die ihr angebotene Arbeitsstelle an, sondern entschied sich stattdessen, auf den Strich zu gehen.
Guttberg analysiert nun, in Rückblenden bebildert, den Lebensweg der Nitribitt, von der Entlassung aus der Erziehungsanstalt bis zu ihrem gewaltsamen Ende:
In Frankfurt angekommen, leiht sie sich von einer älteren Prostituierten 80 Mark, um sich die für ein leichtes Mädchen angemessene Kleidung zu kaufen. Obwohl sie mit diesem Startgeld schnell Gewinn macht, zahlt Rosemarie es nicht zurück, als sie erfährt, dass ihre Kollegin ins Krankenhaus eingeliefert wurde und kurz darauf stirbt. Um an finanzkräftige Freier zu kommen, begibt sich Rosemarie auf Kundenfang in die einschlägigen Bars, obwohl sie damit gegen gesetzliche Bestimmungen handelt. Als die Nitribitt beinahe von einer Polizeikontrolle aufgegriffen wird, kommt ihr ein nobler älterer Herr zu Hilfe, der russische Geschäftsmann Alexander Woltikoff. Er behauptet einfach, dass es sich bei der betreffenden Dame um seine Begleiterin handeln würde. Woltikoff erweist sich als Gentleman, welcher der Nitribitt klarmacht, dass er sich in sie verliebt habe und sie gern für sich allein haben möchte. Er ist bereit, über ihre Huren-Vergangenheit hinwegzusehen, finanziert ihr eine eigene Wohnung und kauft ihr sogar ein eigenes Auto. Woltikoff verlangt lediglich, dass sie ihm, wenn er einmal auf Geschäftsreise sein sollte, treu bleibt.
Doch Rosemarie kann aus ihrer Haut nicht heraus und verdient sich weiterhin Geld als Nutte. Sie findet aber dabei keine Befriedigung und ist ständig unzufrieden. Ihre Freier sind gesetzte Herren aus der Gesellschaft wie beispielsweise Karl Riedendank, ein Mann, der sie auch noch betrügt. Andere wiederum, wie ein Herr Reimer, der Inbegriff kleinbürgerlicher „Wohlanständigkeit“, suchen nur deshalb den Kontakt, um von ihr Informationen zu erhalten. Reimer ist auf der Suche nach seiner Schwägerin, von der er glaubt, dass auch sie in dem „Hurensumpf“ abgerutscht sein könnte. Er erregt sich hochgradig, schreit und prügelt auf Rosemarie ein – alles nur, um Informationen von ihr zu erhalten. Ein junger Mann wiederum, Andreas Guttbergs Sohn Fred, wird von der Nitribitt begehrt, zeigt sich aber als „moralisch gefestigt“ und weist ihr Angebot, mit ihm zu schlafen, angewidert ab. Als Woltikoff Rosemarie nach Cannes einlädt und fragt, ob sie ihm treu geblieben sei, lügt sie ihm etwas vor. Woltikoff bekommt die Wahrheit heraus und trennt sich von ihr. Noch in derselben Nacht stirbt er an einem Herzinfarkt. Die Nitribitt nutzt diesem Umstand sofort um Ansprüche an sein Erbe zu stellen, obwohl sie als Nicht-Verwandte erwartungsgemäß keinerlei Aussicht auf Erfolg hat.

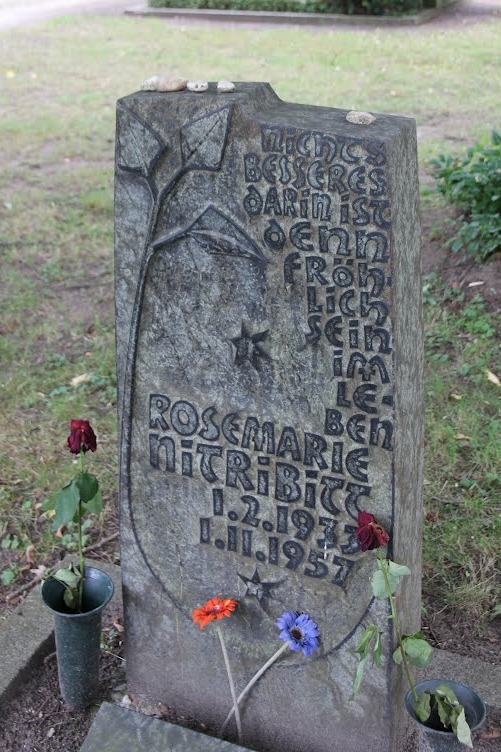
Grab Rosemarie Nitribitts auf dem Düsseldorfer Nordfriedhof

## Produktionsnotizen
Als Drehort diente das Atelier München-Türkenstraße. Hermann Warm entwarf die Filmbauten, die Bruno Monden ausführte. Ludwig Spitaler hatte die Produktionsleitung, Otto Reinwald war einer von zwei Aufnahmeleitern. 
Bei der Prüfung durch die FSK argumentierte eine Prüferin, sie fühle sich als Frau gekränkt, verletzt und entwürdigt durch die unverhohlene Darstellung tiefster menschlicher Abseitigkeiten. Der Ausschuss gab den Film in der vorliegenden Fassung nicht frei, sondern erst nach drei weiteren Vorlagen und umfangreichen Schnitten. Die Wahrheit über Rosemarie wurde am 23. Oktober 1959 in mehreren bundesdeutschen Lichtspieltheatern uraufgeführt.
Im Vergleich mit Thieles Sensationsdrama Das Mädchen Rosemarie ist Die Wahrheit über Rosemarie eine biedere und moralkonservative Neuinterpretation dieser Geschichte. Die Nitribitt-Rolle übernahm diesmal Belinda Lee. Beide Filme sind sehr unterschiedlich gestaltet. Während Thieles Rosemarie-Film zugleich ein satirischer Rundumschlag gegen die saturierte, bundesdeutsche Wirtschaftswunder-Gesellschaft ist, gibt sich Die Wahrheit über Rosemarie als moralinsaure Anklage gegen das gesellschaftliche Verhalten der Nitribitt. Belinda Lees Rosemarie ist, anders als Nadja Tillers Zeichnung einer smarten Grande Dame der Prostitution, ein verkommenes Luder, das, so insinuiert das Drehbuch J. Joachim Bartschs, für seinen Niedergang und Tod die alleinige Verantwortung trägt und das nie seine primitive Herkunft verleugnen konnte.

## Zur Person Nitribitt
Rosemarie Nitribitt (1933–1957) war eine stadtbekannte Frankfurter Edelprostituierte, die Ende Oktober 1957 von einem Unbekannten ermordet wurde. Der Täter wurde nie gefasst; alle Filme, die sich mit ihrem Tod befassen, sind pure Spekulation.

## Kritiken
„Das Unterfangen, aus dem Lebenswandel der verblichenen Liebesgaben-Spezialistin Nitribitt erneut Kapital zu schlagen, suchte der Hitler- und Sittenfilm-Hersteller Wolfgang Hartwig ("Bis fünf nach zwölf", "Mit Eva fing die Sünde an") durch enorme Überdosen billigster Patentmoral vergessen zu machen. Im Gegensatz zu der schnittigen Satire "Das Mädchen Rosemarie" entbehrt diese Spätlese jeder gesellschaftskritischen Anspielung. Film-Autor Joachim Bartsch übertut sich daran, die Leih-Dame zu einem diabolischen Bundesbürgerschreck zu entstellen, und Regisseur Rudolf Jugert, einst als Käutner-Eleve gefeiert ("Film ohne Titel"), hat das dümmliche Drehbuch getreulich abgefilmt. Als Titeldirne vermag die Engländerin Belinda Lee allenfalls mit ihrer attraktiven Körperlichkeit vorzutäuschen, es handele sich hier um Wahrheit.“

„Was sich hier, unter Jugerts Regie, moralisch aufgerüstet, als abschreckende Sittenstudie gibt, ist im Gegensatz zu jener anderen Verfilmung, der die ambulante Rosemarie Anlaß gab, ein mittelmäßiges Leinwanderzeugnis. Gut photographiert, breitet es uns die letzten Lebensjahre jener Dame aus, die aus einem Schwarzhandelsartikel sozusagen eine Markenware machte und damit ihren Anteil am allgemeinen Wohlstand aufs Konto holte. Belinda Lee macht die geschäftstüchtige Horizontale glaubhaft und attraktiv. Neben ihr unter anderen: Nielsen, Dahlke, Walter Rilla –  achtbare Darsteller allesamt, die man hier ein wenig mit Verwunderung sieht. Der moralische Vorwand wird mit dunklem Pathos vorgetragen; indessen, man hat doch recht das Gefühl, daß hier der Film konsequent auf den Strich geht, auf jenen Strich, der echte Moral von der falschen deutlich trennt.“

Im Lexikon des Internationalen Films heißt es: „Zunächst als Skandalstück angekündigt, dann in "gereinigter" Fassung mit einem moralisierenden Akzent versehen, unterliegt die spekulative Absicht der Produktion keinem Zweifel.“